# Sóc Yucatán
Sóc Yucatán, tên khoa học Sciurus yucatanensis, là một loài động vật có vú trong họ Sóc, bộ Gặm nhấm. Loài này được J. A. Allen mô tả năm 1877. Chúng là loài đặc hữu của Belize, Guatemala, và México

## Hình ảnh

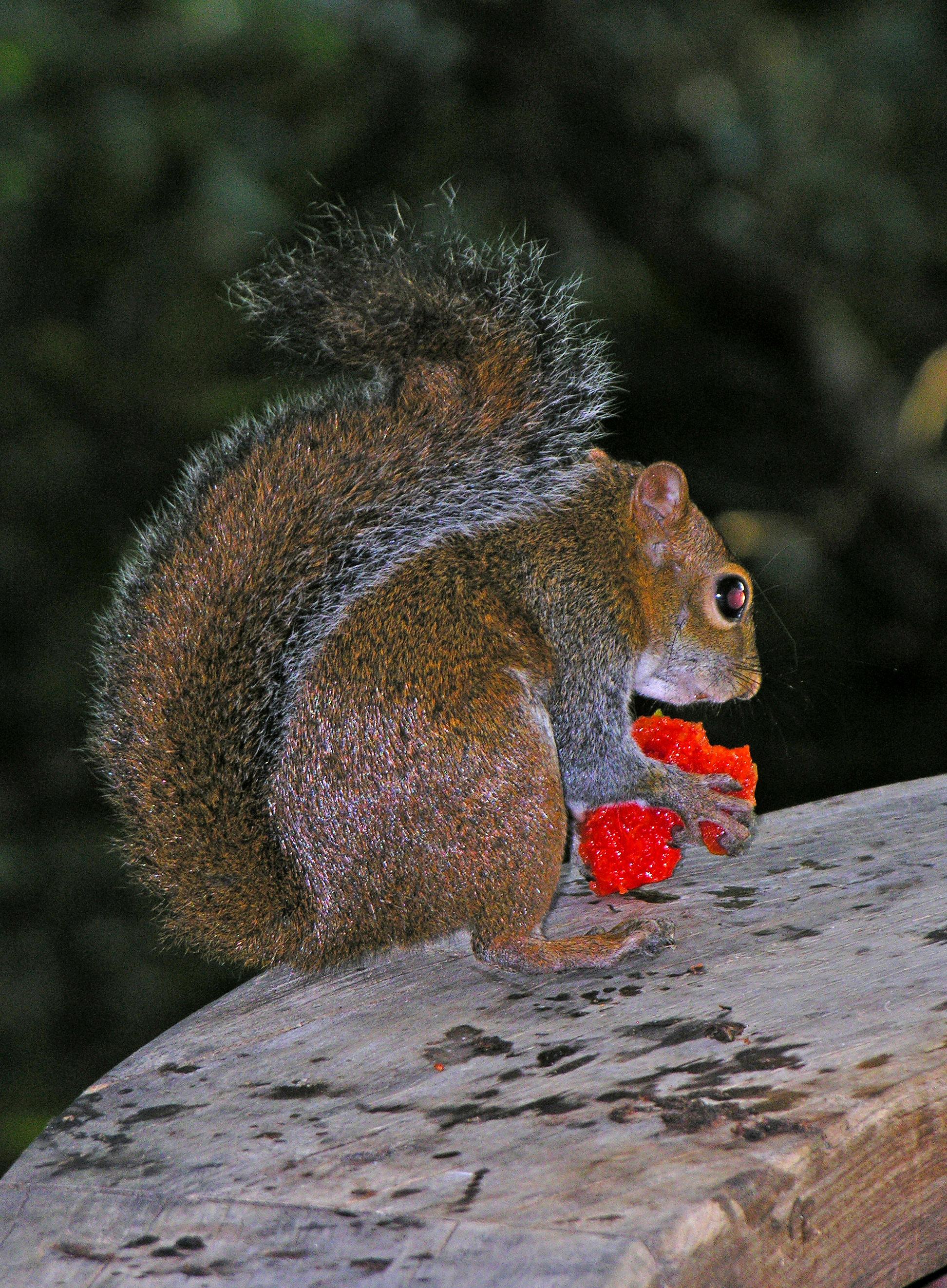